# Акопян, Левон Генрикович
Левон Генрикович Акопян (арм. Լեւոն Հակոբյանը, 14 ноября 1983, Ленинакан, Армянская ССР) — спортсмен смешанного стиля, обладатель кубка Мира по грепплингу (2015), победитель чемпионата Европы по боевому самбо (2016), серебряный призер чемпионата Европы по боевому самбо (2019), серебряный призёр кубка Европы по боевому самбо (2013), бронзовый призёр кубка Мира по боевому джиу-джитсу (2015), бронзовый призёр чемпионата Европы по боевому самбо (2013), чемпион Украины по боевому самбо (2013). Мастер спорта Украины международного класса. До 2013 года в основном выступал в категории до 68 кг, с 2014 года выступает в основном в категории до 77 кг. 
На профессиональном ринге провел 2 успешных боя. 8 декабря 2013 года одержал победу на международный турнир «Воины империи»  и 21 декабря 2013 года на международном турнире «Битва на Золотой горе» досрочно завершил бой боевым приемом и одержал победу.
Воспитанник Середюка Федора Николаевича — заслуженного тренера Украины, главного тренера сборной Украины по боевому самбо.

## Биография
Родился в семье педагогов, мать — Акопян Рима Мартыновна — педагог, отец Акопян Генрик Агасиевич — инженер-строитель. Мать Левона погибла во время Ленинаканского землетрясения, когда ему было 5 лет. С 13 лет он начал заниматься в секции вольной борьбы.
Представляет спортивный клуб Гермес (Киев).
З 2023 року - заместитель глави Киевской городской организации Всеукраинского профсоюза защитников Украины, спорсменов и работников сфер

## Спортивные достижения
- 2013 — Чемпионат Украины, боевое самбо, 1-е место[1].
- 2013 — Чемпионат Европы, боевое самбо 3-е место[2].
- 2013 — Кубок Европы, боевое самбо — 2-е место[3].
- 2015 — Кубок мира Комбат Дзю-Дзюцу — 3-е место[4].
- 2015 — Кубок мира Грепплинг — 1-е место[4]|  | Достоверность этой статьи поставлена под сомнение. Необходимо проверить точность фактов и достоверность сведений, изложенных в этой статье. Соответствующую дискуссию можно найти на странице обсуждения. (31 июля 2016) |.
- 2016 — Чемпионат Европы, боевое самбо 1-е место[5].
- 2019 — Чемпионат Европы, боевое самбо 2-е место[6].